# アベラルド・フェルナンデス・アントゥーニャ
アベラルド・フェルナンデス・アントゥーニャ（Abelardo Fernandez Antuña, 1970年4月19日 - ）は、スペイン・アストゥリアス州ヒホン出身の元サッカー選手、現サッカー指導者。スペイン代表であった。ポジションはDF（センターバック）。

## クラブ経歴
アストゥリアス州・ヒホンに生まれ、地元のスポルティング・デ・ヒホンの下部組織で育った。1989年にトップチームデビューし、1994年までに179試合に出場した。1994年夏、275万ペセタでFCバルセロナに移籍した。常に重要な役割を担い、2度のプリメーラ・ディビシオン優勝、2度のコパ・デル・レイ優勝、2度のスーペルコパ・デ・エスパーニャ優勝に加え、UEFAカップウィナーズカップとUEFAスーパーカップでもタイトルを獲得した。2001-02シーズンには怪我が相次ぎ、2002年夏にデポルティーボ・アラベスと2年契約を結んだ。2002-03シーズンは28試合に出場したが、FCバルセロナ時代から悩まされていた膝の怪我が再発し、2003年夏に現役引退した。プロとしての14シーズンでリーガ・エスパニョーラ通算385試合に出場して24得点を挙げた。

## 代表経歴
1991年9月4日、オビエドで行われたウルグアイとの親善試合でスペインA代表デビューした。1992年にはU-23スペイン代表としてバルセロナオリンピックに出場し、準決勝のU-23ガーナ代表戦 (2-0) で2得点、決勝のU-23ポーランド代表戦 (3-2) で1得点の活躍で優勝に貢献した。A代表では1994 FIFAワールドカップ、UEFA EURO '96、1998 FIFAワールドカップ、UEFA EURO 2000に出場し、通算54キャップを記録した。

## 現役引退後
現役引退後は指導者の道を歩んでいる。2008年にスポルティング・デ・ヒホンBの監督に就任し、セグンダ・ディビシオンB（3部）昇格を果たしたが、2009-10シーズン半ばに解任された。2010年夏、地域リーグに所属するアマチュアクラブであるカンダスCFの監督に就任した。以降はヒホン、デポルティーボ・アラベス、RCDエスパニョールなどの監督を務めている。

## 代表歴

### 出場大会
- スペイン代表
  - 1994 FIFAワールドカップ
  - 1998 FIFAワールドカップ

### 試合数
- 国際Aマッチ 54試合 3得点（1991年-2001年）[5]

| スペイン代表 | 国際Aマッチ | 国際Aマッチ |
| 年           | 出場        | 得点        |
| ------------ | ----------- | ----------- |
| 1991         | 4           | 2           |
| 1992         | 1           | 0           |
| 1993         | 0           | 0           |
| 1994         | 12          | 0           |
| 1995         | 6           | 0           |
| 1996         | 10          | 0           |
| 1997         | 5           | 0           |
| 1998         | 3           | 0           |
| 1999         | 1           | 0           |
| 2000         | 11          | 1           |
| 2001         | 1           | 0           |
| 通算         | 54          | 3           |

## 監督成績
2021年4月4日現在
| クラブ                      | 就任           | 退任          | 記録 | 記録 | 記録 | 記録 | 記録 | 記録 | 記録 | 記録   |
| クラブ                      | 就任           | 退任          | 試   | 勝   | 分   | 敗   | 得   | 失   | 差   | 勝率   |
| --------------------------- | -------------- | ------------- | ---- | ---- | ---- | ---- | ---- | ---- | ---- | ------ |
| スポルティング・デ・ヒホンB | 2008年6月10日  | 2010年1月4日  | 59   | 19   | 9    | 31   | 67   | 87   | −20  | 032.20 |
| カンダス                    | 2010年7月1日   | 2011年6月14日 | 38   | 19   | 12   | 7    | 60   | 38   | +22  | 050.00 |
| トゥイリャ                  | 2011年6月14日  | 2012年2月10日 | 24   | 11   | 6    | 7    | 29   | 26   | +3   | 045.83 |
| スポルティング・デ・ヒホンB | 2012年5月22日  | 2014年5月4日  | 73   | 23   | 25   | 25   | 94   | 96   | −2   | 031.51 |
| スポルティング・デ・ヒホン  | 2014年5月4日   | 2017年1月17日 | 110  | 37   | 34   | 39   | 130  | 144  | −14  | 033.64 |
| アラベス                    | 2017年12月1日  | 2019年5月20日 | 69   | 29   | 14   | 26   | 83   | 86   | −3   | 042.03 |
| エスパニョール              | 2019年12月27日 | 2020年6月27日 | 17   | 5    | 5    | 7    | 19   | 24   | −5   | 029.41 |
| アラベス                    | 2021年1月12日  | 2021年4月5日  | 12   | 1    | 2    | 9    | 8    | 29   | −21  | 008.33 |
| スポルティング・デ・ヒホン  | 2022年5月3日   | 2023年1月15日 | 30   | 10   | 12   | 8    | 34   | 30   | +4   | 033.33 |
| 合計                        | 合計           | 合計          | 432  | 154  | 119  | 159  | 524  | 560  | −36  | 035.65 |

## タイトル

### クラブ
FCバルセロナ
- UEFAカップウィナーズカップ : 1996–97
- UEFAスーパーカップ : 1997
- リーガ・エスパニョーラ : 1997-98, 1998-99
- コパ・デル・レイ : 1996-97, 1997-98
- スーペルコパ・デ・エスパーニャ : 1994, 1996

### 代表
U-23スペイン代表
- オリンピックのサッカー競技 金メダル : 1992